# Phenacorhamdia anisura
Phenacorhamdia anisura är en fiskart som först beskrevs av Mees, 1987.  Phenacorhamdia anisura ingår i släktet Phenacorhamdia och familjen Heptapteridae. Inga underarter finns listade i Catalogue of Life.